# USS New York (ACR-2)
USS New York (ACR-2) (później Saratoga (ACR-2) i Rochester (CA-2)) – amerykański krążownik pancerny z końca XIX wieku, jedyny okręt swojego typu. Wodowany w 1891 roku, pozostawał w służbie od 1893 do 1933 roku. W 1911 roku zmieniono mu nazwę na USS „Saratoga” (ACR-2), a w 1917 roku na USS „Rochester” (CA-2).
Służył bojowo podczas wojny amerykańsko-hiszpańskiej, biorąc udział w bitwie pod Santiago de Cuba, a następnie służył podczas I wojny światowej. 

## Historia
Budowa drugiego amerykańskiego krążownika pancernego, oznaczonego numerem burtowym ACR-2 (Armoured Cruiser 2), została zatwierdzona przez Kongres USA ustawą z 7 września 1888 roku. Pierwszym okrętem tak klasyfikowanym był USS „Maine” (ACR-1), który jednak w istocie stanowił pancernik II klasy. Pierwotnie autoryzowany był okręt, który miał stanowić rozwinięcie projektu „Maine” i mieć wyporność 7500 ton i uzbrojenie główne z dwóch dział kalibru 305 mm, uzupełnione przez działa kalibru 152 mm, oraz rozwijać prędkość 17 węzłów. Charakterystyki te, wraz z pasem pancernym grubości 280 mm, przypominały również raczej słaby pancernik, podobnie jak „Maine”. W miarę jednak studiowania najnowszych projektów europejskich, jak brytyjskie krążowniki pancernopokładowe typu Blake i francuski krążownik pancerny „Dupuy de Lôme”, koncepcja okrętu zmieniała się. Projektowane uzbrojenie zmieniono na cztery działa kalibru 280 mm i działa kalibru 102 mm. Ostatecznie jednak Biuro Konstrukcji i Remontów zaproponowało całkiem inny projekt typowego krążownika, z większą prędkością. Opracowano krążownik pancerny o wyporności 8100 ton, z uzbrojeniem z czterech dział kalibru 203 mm i 16 kalibru 102 mm i prędkością 20 węzłów. Jeszcze przed wodowaniem, w listopadzie 1890 roku zamieniono w planach cztery działa kalibru 102 mm na dwa dodatkowe kalibru 203 mm.
Okręt otrzymał nazwę USS „New York”, od stanu Nowy Jork . Budowę zlecono prywatnej stoczni William Cramp and Sons w Filadelfii. Stępkę pod budowę okrętu położono 19 września 1890 roku (spotyka się też datę 30 września). Wodowanie okrętu nastąpiło 2 grudnia 1891 roku. Matką chrzestną była Miss Helen Page . Budowa, w odróżnieniu od „Maine”, budowanego w stoczni państwowej, przebiegała sprawnie i „New York” osiągnął pierwszy gotowość i wszedł do służby 1 sierpnia 1893 roku. Koszt budowy wynosił 2 985 000 dolarów bez uzbrojenia i opancerzenia, a ogółem około 3,5 miliona dolarów (ok. 700 tysięcy funtów), co było zgodne z przeznaczonym w 1888 roku budżetem.

## Opis techniczny

### Architektura i kadłub
Okręt miał kadłub gładopokładowy o wysokich burtach, z taranową dziobnicą i symetryczną rufą. Na dziobie i rufie znajdowały się dwudziałowe wieże artylerii głównej, a śródokręcie zajmowała mało rozbudowana grupa nadbudówek z pomostem dowodzenia, trzema kominami w równych odstępach oraz dwoma masztami. Artyleria średnia rozmieszczona była w kazamatach burtowych poniżej pokładu górnego.
Wyporność normalna wynosiła 8200 ts (długich ton), pełna 9021 ts. Długość wynosiła 117 m, szerokość 19,8 m, a zanurzenie 7,26 m.
Etatowa załoga liczyła 566 osób.

### Uzbrojenie

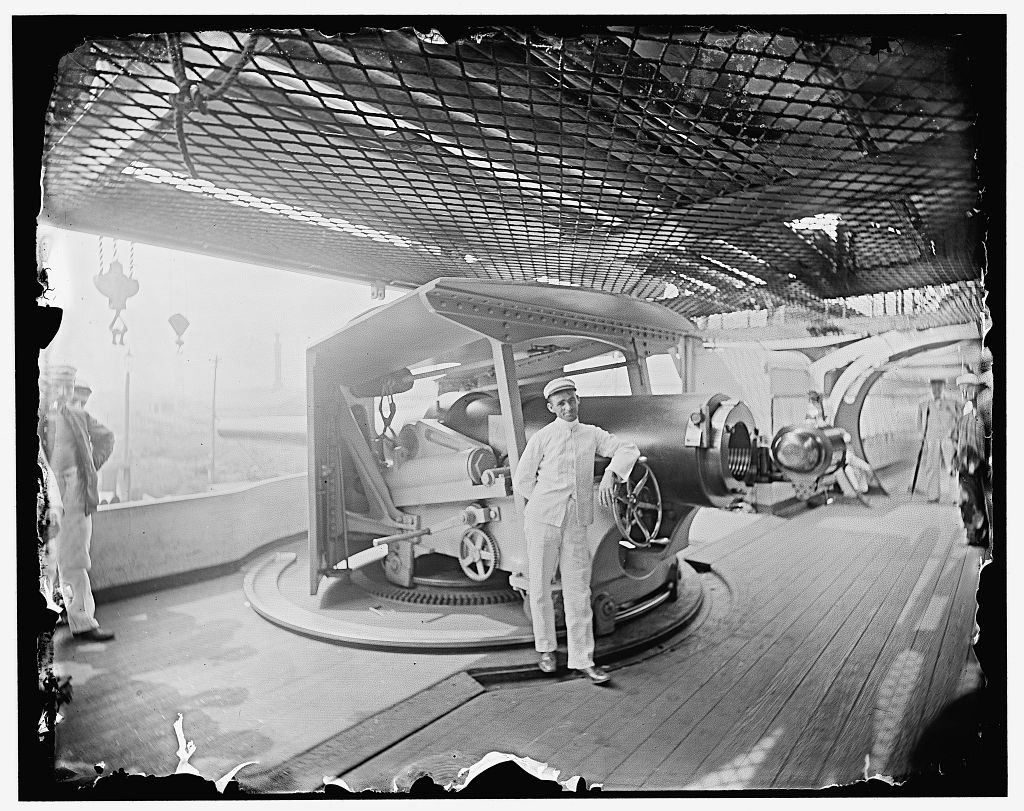
Burtowe działo 203 mm Mk III

Główną artylerię stanowiło początkowo sześć dział kalibru 203 mm Mk III o nominalnej długości lufy L/35 (35 kalibrów), a faktycznej L/36,9 (7493 mm). Strzelały one pociskami o masie 113,4 kg. Szybkostrzelność wynosiła strzał na minutę, a po zastosowaniu prochu bezdymnego strzał na 40 sekund. „New York” miał działa o numerach od 16 do 21. Wieża Mk V umożliwiała kąt podniesienia lufy do 13°, natomiast przy kącie podniesienia 15° donośność tego działa wynosiła 9,6 km. Wieże dział poruszane były elektrycznie. Salwę burtową stanowiło pięć dział, a na wprost w kierunku dziobu i rufy teoretycznie mogły strzelać cztery z nich.
Artylerię średnią stanowiło 12 dział kalibru 102 mm L/40 w kazamatach burtowych. Uzupełniało je osiem dział 6-funtowych (57 mm) i cztery 1-funtowe (37 mm). Na każdej z burt umieszczone było po sześć dział kalibru 102 mm w opancerzonych kazamatach, po trzy w rejonie dziobu i rufy, oraz cztery działa 57 mm w nieopancerzonych kazamatach: na śródokręciu, przy dziobie i rufie oraz między drugim a trzecim działem 102 mm. Działa kalibru 102 mm miały dwie windy amunicyjne: na dziobie i rufie. Okręt ponadto miał trzy nadwodne wyrzutnie torped kalibru 356 mm (według innych źródeł, pięć wyrzutni torped, w tym jedna w dziobnicy i po dwie w każdej z burt, w części dziobowej i rufowej).
Po modernizacji w latach 1905-09 główną artylerię zamieniono na cztery nowsze działa kalibru 203 mm L/45 w wieżach na dziobie i rufie. Typowe działo Mk VI strzelało pociskami o masie 118 kg. Działa 102 mm w kazamatach zamieniono na dziesięć dział kalibru 127 mm L/50 ustawionych na pokładzie górnym, a lżejsze działa – na osiem dział kalibru 76 mm. Zdemontowano przy tym wyrzutnie torped. Podczas I wojny światowej, do 1919 roku zdemontowano dwa działa kalibru 127 mm i wszystkie kalibru 76 mm, dodając dwa działa przeciwlotnicze kalibru 76 mm.

### Opancerzenie
Opancerzenie burt było mało rozległe – stanowił je wąski pas na linii wodnej, chroniący jedynie pomieszczenia kotłowni i maszynowni. Pas burtowy wykonany ze stali niklowej grubości 102 mm, o wysokości 2,51 m, z czego 1,22 m znajdowało się pod linią wodną. Długość pasa wynosiła ok. 61 m.
Ochronę wnętrza kadłuba zapewniał pokład pancerny jak na krążownikach pancernopokładowych, o grubości 76 mm w płaskiej części   i aż 152 mm na bocznych skosach. Na końcach grubość płaskiej części spadała do 63 mm. Pokład znajdował się przy normalnej wyporności na wysokości ok. 0,3 m nad linią wodną, a skosy dochodziły do burt na ok. 1,5 m pod nią, nie łącząc się przy tym z pasem pancernym. Ochronę burt w razie przebicia wzmacniał pas koferdamów o grubości 0,95 m i wysokości 2,4 m, zapełnionych celulozą, która miała w założeniach zatykać przebicia.
Artylerię główną na dziobie i rufie chroniły początkowo barbety grubości od 178 do 254 mm oraz przykrywające je wieże grubości 127–140 mm. Burtowe działa kalibru 203 mm były chronione niskimi osłonami grubości 102–152 mm i maskami grubości 51 mm. Szyby dla dostarczania amunicji głównego kalibru miały grubość ścian 127 mm. Kazamaty dział kalibru 102 mm miały opancerzenie grubości 102 mm i wewnętrzne przegrody przeciwodłamkowe grubości 25 mm. Artyleria pomocnicza kalibru 57 mm była chroniona maskami grubości 51 mm. Pancerz grubości 178 mm miała ponadto wieża dowodzenia.
Po modernizacji artylerię główną zamontowano w nowych wieżach z pancerzem ze stali Kruppa o grubości 165 mm, a barbety miały pancerz od 102 do 152 mm.

## Służba

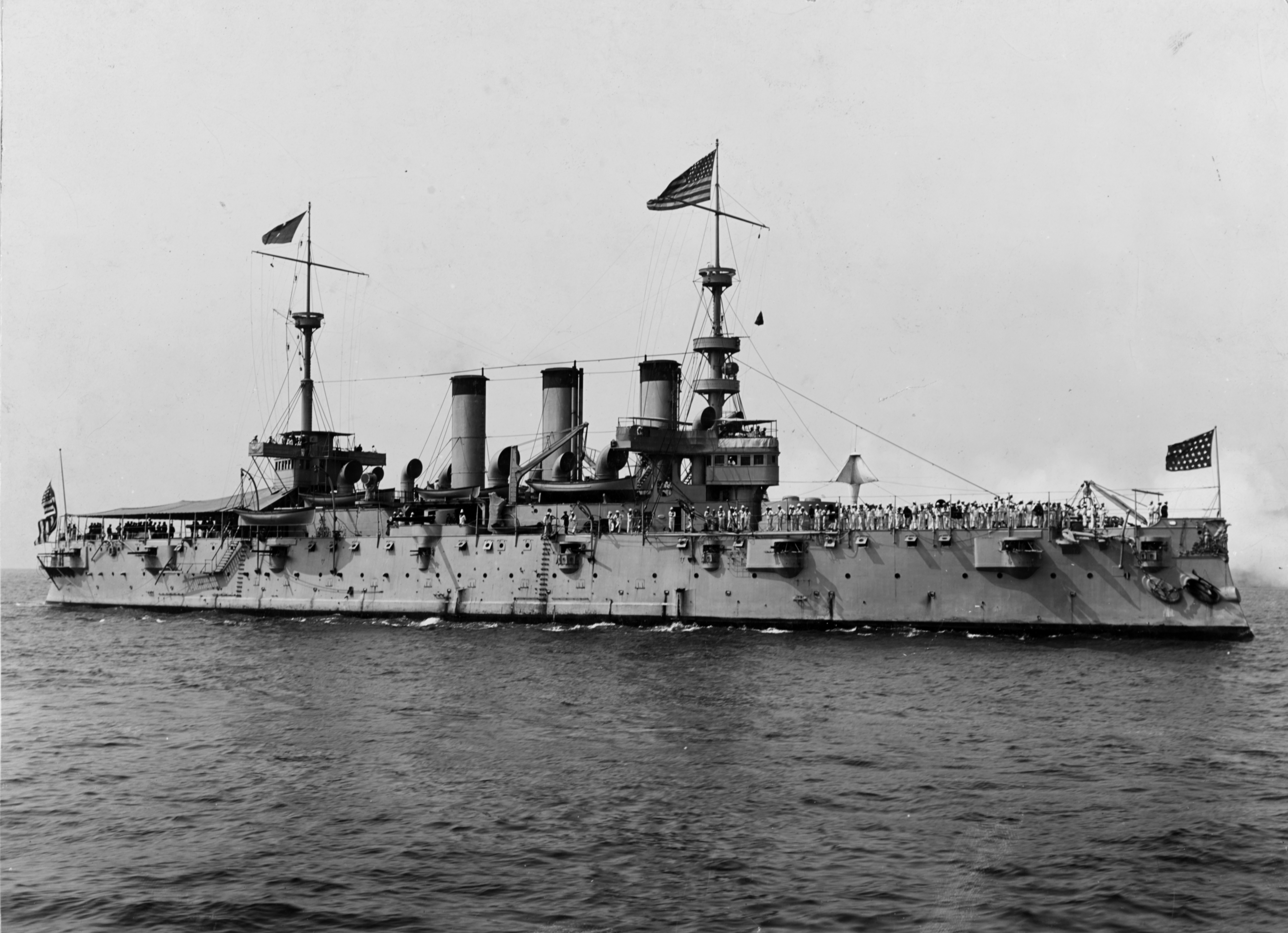
USS „New York” w bojowym malowaniu w 1898 roku

Po wejściu do służby okręt został przydzielony do południowej a następnie północnej Floty Atlantyku. W 1895 w ramach Floty Europejskiej wziął udział w ceremonii otwarcia Kanału Kilońskiego. W 1898 wziął aktywny udział w wojnie amerykańsko-hiszpańskiej, biorąc udział w bitwie pod Santiago de Cuba.
W 1901 "New York" został przydzielony do Floty Azjatyckiej gdzie został okrętem flagowym. Podczas dwóch lat służby odwiedził porty m.in. w Chinach, Japonii, Korei i Rosji.
W 1903 został przydzielony do Floty Pacyfiku, gdzie został okrętem flagowym. W 1905 na czas modernizacji przeprowadzanej w bostońskiej stoczni został czasowo wycofany ze służby. Ponownie wszedł do służby 9 maja 1909 i został przydzielony do dywizjonu krążowników pancernych, a następnie trafił do Floty Azjatyckiej.
16 lutego 1911 okrętowi zmieniono nazwę na USS „Saratoga”, aby zwolnić imię dla nowo powstającego pancernika USS „New York” (BB-34) (nazwy stanów odtąd nadawano tylko pancernikom). 
W lutym 1916 USS „Saratoga” powrócił do Stanów Zjednoczonych i wszedł w skład rezerwy Floty Pacyfiku.
23 kwietnia okręt ponownie wszedł do służby i został przydzielony do sił które patrolowały wody Pacyfiku.
1 grudnia 1917 roku okrętowi zmieniono ponownie nazwę na USS „Rochester”, a imię USS „Saratoga” przydzielono budowanemu krążownikowi liniowemu, który został ukończony jako lotniskowiec USS „Saratoga” (CV-3).
USS "Rochester" do końca wojny brał udział w eskortowaniu konwojów. Po zakończeniu wojny transportował żołnierzy amerykańskich z Europy do Stanów Zjednoczonych. Po służbie w rejonie Karaibów w 1932 ponownie został przydzielony do Floty Pacyfiku, gdzie w 1933 został wycofany ze służby. W grudniu 1941 został zatopiony u wybrzeży Luzonu aby nie trafić w ręce Japończyków.
Obecnie spoczywający na niewielkiej głębokości wrak USS "New York" jest atrakcją turystyczną i popularnym miejscem do nurkowania.